# 聖教新聞
聖教新聞（せいきょうしんぶん）は、聖教新聞社が発行する日本の在家仏教系新宗教団体・宗教法人創価学会の日刊機関紙である。1951年（昭和26年）4月20日創刊。
朝刊のみの発行。夕刊は発行していない。発行部数は公称550万部。「聖教」は釈迦の説いた一代聖教に由来する。同紙を出版している聖教新聞社は、宗教法人創価学会の機関紙発行・出版部門であるため、独立会社としての法人格がない。なお同様の手法は冨士大石寺顕正会の『顕正新聞』（顕正新聞社）や、天理教の『天理時報』（天理教道友社）でも採られている。
また聖教新聞は日本新聞協会および日本ABC協会に加盟していない。公称発行部数は1990年代から2006年まで「550万部」となっているが、これは聖教新聞社の発表によるものである。

## 歴史
- 1950年（昭和25年）8月24日 - 当時の創価学会理事長（後に第2代会長）戸田城聖が、秘書で後の第3代会長池田大作に発刊の意図を初めて述べる。創価学会はこの日を『聖教創刊原点の日』と定める[4][5]。
- 1951年（昭和26年）4月20日 - 創刊。旬刊2面、発行部数は5000部。当初は東京都新宿区百人町の町工場だった建物を編集作業室とし、翌月に国鉄中央線市ケ谷駅近くの新宿区市谷田町にあった雑居ビルへ移転する[6]。
- 1953年（昭和28年）
  - 9月6日 - 週刊化。
  - 11月18日 - 創価学会本部が千代田区西神田から新宿区信濃町に移転。同時に市谷田町のビルを引き払う[7][8]。
- 1955年（昭和30年）6月1日 - 販売店、配達員制度が始まる。
- 1957年（昭和32年）8月2日 - 創価学会本部隣接地に初の独立した社屋を構える。紙面が8面になる。
- 1960年（昭和35年）9月3日 - 週2回刊化。
- 1961年（昭和36年）5月3日 - 旧本社社屋（東京都新宿区信濃町18番地）が完成。地上3階、地下1階建て[9]。
- 1962年（昭和37年）1月1日 - 週3回刊化。
- 1965年（昭和40年）1月1日 - 池田の小説『人間革命』が連載開始。
- 1965年（昭和40年）7月15日 - 日刊化。
- 1970年（昭和45年）9月28日 - 旧本社社屋隣接地に新社屋が完成。地上7階、地下3階建て[10]。
- 1971年（昭和46年）1月4日 - 紙面が12面になる（現在まで変わらない）。
- 1988年（昭和63年）1月18日 - 電算写植（CTS）による新聞制作システムに移行。
- 1990年（平成2年）7月19日 - 紙齢10,000号。
- 1993年（平成5年）11月18日 - 池田の小説『新・人間革命』が連載開始。
- 2001年（平成13年）4月20日 - 創刊50周年。
- 2006年（平成18年）11月18日 - 聖教新聞の公式ウェブサイト「SEIKYO online」が開設される。
- 2008年（平成20年）7月15日 - 一面記事が連日カラー化される。
- 2010年（平成22年）4月20日 - 公式ウェブサイト「SEIKYO online」をリニューアル。
- 2011年（平成23年）4月20日 - 創刊60周年。
- 2011年（平成23年）11月3日 - 小説『新・人間革命』の連載が4726回となり、山岡荘八の『徳川家康』の4725回（余話も含む）を超え、日本一の小説新聞連載回数を更新する。
- 2014年（平成26年）5月8日 - 紙面の題字・レイアウトをフルリニューアル。題字が縦並びから横並びに変わり、「名字の言」と「寸鉄」のタイトルロゴも新しいものに変わり、一面記事中に掲載されていた「わが友に贈る」が一面題字左端に移設された。
- 2015年（平成27年）7月15日 - 日刊化50周年。
- 2016年（平成28年）2月1日 - 公式ウェブサイト「SEIKYO online」をリニューアル（一部有料化）。
- 2017年（平成29年）2月18日 - 小説『新・人間革命』連載が6000回突破。
- 2018年（平成30年）9月8日 - 『新・人間革命』完結（後述）。
- 2019年（平成31年）1月20日 - 紙齢20,000号[11][12]。
- 2019年（令和元年）11月12日 - 『Seikyo online』を全面リニューアル、『聖教電子版』とする。
- 2019年（令和元年）11月18日 - 東京・信濃町の学会総本部地区、東電病院跡地に『創価学会世界聖教会館』完成。業務を移転[1][2]。

## 紙面構成
全12面で、基本的には前6面が宗教的・創価学会に関わる組織的な記事、後ろ6面が一般的な記事（一面広告を含む）、9面はテレビ・ラジオ欄となっている。一面の題字は、2014年5月6日付まで右端に縦並びに毛筆書きで「聖教新聞」と書かれたもの（字紋は桜）が使われていたが、毎週日曜日のみ、上部に横並びで「聖教新聞」、下段に「THE SEIKYO SHIMBUN」と記されたもの（字紋は平日版と同じ）が使われていた。同年5月8日付から、紙面のレイアウト刷新に伴い、題字をCI仕様の横並びでゴチック体で「聖教新聞」（青色で地紋はなし）、下段に「SEIKYO SHIMBUN」（CIロゴ）と記されたものに変更された。

### 一面
かつては創価学会名誉会長・SGI（創価学会インタナショナル）会長である池田大作の動静を前面に出すことが多かったが、2010年5月の本部幹部会を最後に池田が第一線から退いた後は、池田名義のメッセージが贈られた学会ないしは各国SGI組織の活動を紹介する機会の方が多くなっている。
池田が創立した創価学園・創価大学に関する記事も多く、国民的スポーツである野球や駅伝の動向は大きく扱われる。「寸鉄」が5タイトル程度、コラム「名字の言」（朝日新聞朝刊の『天声人語』、読売新聞朝刊の『編集手帳』等に相当するもの）が一面下部に掲載される。本部幹部会などの大きな会合で池田によるスピーチや創価学会会長及び理事長による「会長（理事長）指導」があった場合は、数日後に2面から3面にかけて編集されたものが掲載される。

#### 寸鉄
朝日新聞夕刊の『素粒子』等に相当。創価学会内外の人物・支部、団体の批判や会員に向けての激励が多い。過去には会館及び会館周辺の利用について学会幹部や会員に苦言を呈したり、公明党議員の不祥事についても厳しい意見で批判するなど、他のコラムに比べ独自性を保っている。

#### 名字の言
名字の言（みょうじのげん）は、長期連載中の一面コラムである。創刊1年後の1952年（昭和27年）5月10日付から始まった。名字とは中国・隋の智顗（538年 - 597年、天台智者大師）が、法華経を修行する人の位を6種類（六即）に分けた中の一つで、名字即（みょうじそく）のこと。仏の言葉（名字）によって、わが身が本来、仏であると覚知する位である。名字の言というタイトルには仏法の視点からさまざまな社会事象の本質を見極めていく意義が込められている。

#### 「わが友に贈る」「今週のことば」「月々日々に――池田先生の折々の言葉」
毎週月曜日は「今週のことば」、それ以外の曜日は「わが友に贈る」として掲載されており、御書の一節などを引用し、想定読者である学会員に対する指導を池田が新聞紙上で毎日行うという形式が取られていた。
2023年11月15日に池田が死去した際、池田が生前に寄せていた原稿が残っていた関係で学会創立記念日の11月18日付け紙面まで「わが友に贈る」の掲載が続いていた。池田の死去が発表された後の1週間分は休載となっていたが、2023年11月25日付け紙面から「月々日々に――池田先生の折々の言葉」というタイトルで復活。池田が生前に行っていた指導や発言などをもとに「人間革命と平和建設への日々の指針」として掲載している。

### 創価学会関連記事
4面・5面は創価学会の日々の活動に直結する記事が掲載される。2017年（平成29年）現在は各テーマごとの掲載曜日がほぼ固定化しており、聖教新聞社が作成した『PR版』にそのスケジュールが掲載されている。

#### 座談会拝読御書
前月20日発売の大白蓮華に掲載された座談会拝読御書を月の初めに新聞紙上でも掲載し、学会員に対して予習を徹底させている。大白蓮華を購読していない世帯では、この記事が載った紙面を座談会に持参しても良い。
なお、御書の本文については2021年の「日蓮大聖人御書全集 新版」の刊行を受けて、2022年1月号からは新版掲載の本文を掲載している。

#### 社説
火曜日と土曜日を除く週5回掲載。これ以外にも4面全部を使った企画記事が掲載される場合は休載となることがある。

#### 紙上座談会
最高幹部（会長・主任副会長・副会長・理事長・壮年部長・女性部長・男子部長・女性部池田華陽会委員長・青年部長・その他）らによる紙上座談会が不定期 に掲載され、創価学会と対立する個人・団体や公明党と対立する政党への批判が行われることがある。

創価学会を退会したり、除名された後に新聞で公然と誹謗中傷された者としては、歴代の公明党中央執行委員長だった竹入義勝と矢野絢也、元顧問弁護士山崎正友、元教学部長原島嵩などがおり、日蓮正宗前管長阿部日顕らと共に裁判に発展することもあった。その他冨士大石寺顕正会、日本共産党なども批判の的になる。

#### きょうの発心
創価学会の都道府県中堅クラス以下の幹部が御書のお気に入りの部分を紹介しながら、自身の信仰体験や日々の活動に対する決意などを語る企画。社説と同じく、火曜日と土曜日を除く週5回掲載。
他に「声の欄」と呼ばれる会員及び購読者からの投書コーナーが設けられており、こちらは水・金・日曜の週3回掲載。また、毎週金曜日の7面には各地方の創価学会の動向を報じる地方版（東京都内は『東京版』もしくは『東京・山梨版』）が掲載されている。

### 生活・教育・文化
6面・7面・12面は創価学会が強く推進する教育・文化関連の記事が掲載される。特に12面はオールカラーで毎日多彩な企画が行われる。こちらも4面・5面と同様各テーマごとの掲載曜日がほぼ固定化しており、聖教新聞社が作成した『PR版』にそのスケジュールが掲載されている。生活家庭関連の記事は民間全国紙で見受けるような内容と大きな差異はない。
また、創価学会員、または学会の活動に理解のある文化人のインタビュー記事が多いが、芸術部所属の芸能人インタビュー記事は減少傾向にある。

### 小説・漫画
創刊と同時に、当時現職だった第2代会長戸田城聖の手による小説『人間革命』が掲載される。戸田版『人間革命』は、1957年（昭和32年）に完結し、単行本化された。

その後、創価学会は会長不在が3年間続き、加えて3代会長に就任した池田もまだ若輩で戸田が遺した『人間革命』の続編的作品に取りかかれるだけの実務経験がないという事情があった。このため、池田の日本正学館勤務時代に雑誌で執筆経験があった作家の山岡荘八に依頼、時代小説『高杉晋作』を連載してもらった。山岡の『高杉晋作』は、1962年（昭和37年）8月から1964年（昭和39年）12月8日まで掲載され、完結後は山岡が懇意にしていた講談社から単行本化された。

日刊化を目前に控えた1965年（昭和40年）1月1日付で、満を持して池田版『人間革命』の連載が始まった。池田版『人間革命』は中断をはさみながら28年、連載全1509回、単行本全12巻の長篇小説となり、1993年（平成5年）、続編『新・人間革命』へ移行。池田は「完結までに30巻を予定する」と単行本第1巻あとがきに記したため、その後は中断もなくなりハイペースで執筆が進められた。2018年（平成30年）9月8日の第6469回をもって、満25年に渡った連載は完結した。
『新・人間革命』完結後は当分の間、連載小説は掲載されない予定である。
4コマ漫画は、1961年～1964年に井上サトル『かちどき君』が連載され、1968年（昭和43年）からは35年間の長期に亘って、同じく井上の『バリバリ君』の連載が続いた。2004年（平成16年）に芝しってる『あおぞら家族』に交代したが、2016年（平成28年）7月25日の第4000回をもって連載終了となり、同年8月1日から堀田あきお・かよ夫妻による『ちーちゃん家』がスタートしている。また、2012年からはルノアール兄弟が『お悩み　かいけつマンくん』『くらしの恐竜 イロドリザウルス』を月2回ペースで連載しており（後者はカラーページ掲載）、一コマ漫画も不定期に掲載されている。
ストーリー漫画は1971年の『みちょれ！太陽』から、小学生文化新聞などと往復する形で石井いさみ・渡あきら（社会部記者・渡辺紀大の漫画原作者名義）コンビによる連載漫画が断続的に掲載されていた。1984年に『走れ!!美穂』が日曜掲載で定着し、それに続く形で1988年から2002年まで『劇画・人間革命』の長期連載が行われた。連載終了後は渡辺の退社もあり、本格ストーリー漫画の連載はないが、1983年から創価新報で連載されていた、まっと・ふくしま『花の三丁目地区』の続編『はなさん』が本紙連載（土曜日）となっている。
小学生文化新聞ではみなもと太郎も長く連載していたが、石井とは異なり、本紙に執筆することはなかった（代わりに潮出版社のコミックトムで『風雲児たち』を連載していた）。
一コマ漫画は元力士の琴剣淳弥が時折執筆していた。

### 一般記事
一般の政治・経済・事件に関する記事や、プロ野球の結果などのスポーツ関連の記事も、テレビ欄直前の2面（一般紙の社会面に相当する面）にわたって時事通信社より配信された記事を転載している。外信記事は共同通信社からも配信を受けている。プロ野球のナイターの結果を伝える記事や時差のあるサッカー日本代表の国際試合では試合が長引くと最後まで掲載されないこともある。
またスポーツ面の場合、創価学会員のスポーツ選手の活躍の記事を比較的大きめにするのも特徴で、プロ野球選手では、小野和義、山本和範、藤井康雄、小谷野栄一、岩隈久志、小川泰弘などが大々的に取り上げられている。その一方で、創価高校・創価大学出身であっても栗山英樹、倉本寿彦などが取り上げられることは少ない。
政治記事は創価学会が支持母体となっている公明党に関するものが見られる。国政選挙や地方選挙で公明党公認候補が議席を獲得した場合は氏名・当選順位・得票数などが、無投票当選の場合はその旨が掲載される。

### 広告
広告は創価学会系の出版社などの広告の他、一般企業・団体のものが掲載される。また、発行される地域向けの広告（求人案内、発行地域関連の商業施設など）に差し替える地域も存在する。他の一般紙と同じく、近年は会員の高齢化に伴い、健康食品などの広告が増加している。
一面の書籍広告は創価学会員や創価学会に好意的な著者の書籍が多く出稿されているが、公には創価学会員と公表していない著者の書籍広告が頻繁に掲載されているケースもある。

### その他
- 2008年（平成20年）7月15日付紙面から記事内の文字サイズが拡大された（一部記事を除く）。また、同日付から一面コラム「名字の言」の下段に日本の主要都市の天気マーク（札幌、仙台、東京、新潟、長野、金沢、名古屋、大阪、広島、高松、福岡、鹿児島、那覇）が掲載されていたが、2014年5月8日の紙面のフルリニューアルで最終面に移設された。同時に、天気欄は3時間ごとの表示となり、洗濯や紫外線などの情報も新たに加わった。
- 新聞休刊日は大手全国紙や地方紙と同じ日に設定されている（毎週日曜日に掲載されている『週間テレビガイド』は休刊日前日は土曜日に振り替え掲載される）。また新聞休刊日以外では12月30日・31日・1月3日に年末年始のため休刊になる（12月29日付及び1月1日付け紙面では後ろ3面に3日分のテレビ欄をまとめて掲載する）。
- 通常は12ページで発行されているが、前述の東日本大震災の影響で2011年3月16日付から4月19日付まで、東北地方の製紙工場が被災したのに対応して8ページでの発行に変更された。同年4月20日（この日創刊60周年）付から通常の12ページに戻った。
- 大阪府立図書館と大阪市立中央図書館では、大阪府内版ではなく東京都内版を所蔵している（公明新聞は両図書館で関西版を所蔵）。

### 番組表
テレビ欄には2011年（平成23年）7月23日付けまでGコードが記載されていたが、地上デジタル放送完全移行 に伴い同年7月24日付けから東日本大震災で被災した東北3県（岩手県、宮城県、福島県）発行分を含めGコードが掲載されなくなった。また関東地方のテレビ欄の並び順も7月24日付からこれまでのアナログチャンネル順からリモコンキーID順に再編された。2014年5月8日付から前述の紙面フルリニューアルで最終面の地上波テレビ・ラジオ欄と10・11面のBSデジタル欄を1ページに集約する形で中面（基本的に最終面の裏面）に移設した。2025年現在は基本的に、6面に各版別の地上波とラジオ（一部地域はBSも）、7面の下半部に各版共通のBS各局を掲載している。なお番組表は東京ニュース通信社から配信された物を掲載している。

#### 東京都版
テレビ
- フルサイズ：NHK総合、NHK Eテレ、日本テレビ、テレビ朝日、TBSテレビ、テレ東、フジテレビ
- クォーターサイズ：TOKYO MX1、同2、テレ玉、tvk、チバテレ

ラジオ
- クォーターサイズ：NHK第1、NHK第2、TBSラジオ、文化放送、ニッポン放送、ラジオ日本、NHK FM、TOKYO FM、J-WAVE
- 極小サイズ：NACK5、FMヨコハマ

#### 神奈川県版
テレビ
- フルサイズ：東京都版と同じ
- クォーターサイズ：tvk、チバテレ、テレ玉、TOKYO MX1、同2

ラジオ（全てクォーターサイズ）
- NHK第1、NHK第2、TBSラジオ、文化放送、ニッポン放送、ラジオ日本、NHK FM、FMヨコハマ、J-WAVE、TOKYO FM

#### 埼玉県版
テレビ
- フルサイズ：東京都版と同じ
- クォーターサイズ：テレ玉、チバテレ、群馬テレビ、TOKYO MX1、同2

ラジオ（全てクォーターサイズ）
- NHK第1、NHK第2、TBSラジオ、文化放送、ニッポン放送、ラジオ日本、NHK FM、TOKYO FM、J-WAVE、NACK5

#### 千葉県・茨城県版
テレビ
- フルサイズ：東京都版と同じ
- クォーターサイズ：チバテレ、テレ玉、tvk、TOKYO MX1、同2

ラジオ（全てクォーターサイズ）
- NHK第1、NHK第2、TBSラジオ、文化放送、ニッポン放送、ラジオ日本、LuckyFM、NHK FM、TOKYO FM、BAYFM

#### 阪奈（大阪府・奈良県）版
テレビ
- フルサイズ：NHK総合、NHK Eテレ、MBSテレビ、ABCテレビ、カンテレ、読売テレビ、テレビ大阪
- クォーターサイズ：サンテレビ、KBS京都、奈良テレビ

ラジオ（全てクォーターサイズ）
- NHK第1、NHK第2、ABCラジオ、MBS エムラジ、ラジオ大阪、KBS京都、ラジオ関西、NHK FM、FM大阪、FM802、FM COCOLO、α-STATION

#### 兵庫県版
テレビ
- フルサイズ：NHK総合、NHK Eテレ、MBSテレビ、ABCテレビ、カンテレ、読売テレビ、サンテレビ
- ハーフサイズ：テレビ大阪
- クォーターサイズ：KBS京都、RSKテレビ

ラジオ（全てクォーターサイズ）
- NHK第1、NHK第2、ABCラジオ、MBS エムラジ、ラジオ大阪、ラジオ関西、NHK FM、FM大阪、FM802、FM COCORO、Kiss FM

#### 京滋（京都府・滋賀県）版
テレビ
- フルサイズ：NHK総合、NHK Eテレ、MBSテレビ、ABCテレビ、カンテレ、読売テレビ、KBS京都
- ハーフサイズ：びわ湖放送、テレビ大阪

ラジオ（全てクォーターサイズ）
- NHK第1、NHK第2、ABCラジオ、MBS エムラジ、ラジオ大阪、KBS京都、NHK FM、FM大阪、FM802、α-STATION、e-radio

#### 東海（愛知県・岐阜県・三重県）版
テレビ
- フルサイズ：NHK総合、NHK Eテレ、CBCテレビ、東海テレビ、中京テレビ、メ〜テレ、テレビ愛知
- クォーターサイズ：三重テレビ、ぎふチャン、WOWOWシネマ、BS10スターチャンネル、J SPORTS 1

ラジオ（全てクォーターサイズ）
- NHK第1、NHK第2、CBCラジオ、東海ラジオ、ぎふチャン、NHK FM、FM AICHI、ZIP-FM、FM三重、FM GIFU

#### 福佐（福岡県・佐賀県）版
テレビ
- フルサイズ：NHK総合(福3 佐1)、NHK Eテレ、KBC、RKB、TNC、FBS、テレQ
- 2/3サイズ：サガテレビ
- ハーフサイズ：OBS、TOS

ラジオ（全てクォーターサイズ）
- NHK第1、NHK第2、九州朝日、RKB毎日、NHK FM、FM福岡、CROSS FM、FM佐賀、NBC佐賀

※レイアウト変更前は、OBS大分、RKK熊本も掲載されていた。またLoveFMは開局以来掲載されていない。

#### 北海道版
テレビ
- フルサイズ：NHK総合、NHK Eテレ、HBC、STV、HTB、UHB、TVh
- クォーターサイズ：WOWOWライブ、WOWOWシネマ、BS10スターチャンネル、J SPORTS 1、ディズニー・チャンネル

※レイアウト変更前はハーフサイズで『○日のテレビ番組（〇内は発行日翌日の日付）』として、フルサイズ掲載7局の翌日の番組表を掲載していた。
ラジオ（全てクォーターサイズだが大き目）
- NHK第1、NHK第2、HBCラジオ、STVラジオ、NHK FM、AIR-G'、NORTHWAVE、ラジオNIKKEI

#### 長野県版
テレビ
- フルサイズ：NHK総合、NHK Eテレ、信越放送、長野放送、テレビ信州、長野朝日、テレ東
- クォーターサイズ：北海道版と同じ

ラジオ（全てクォーターサイズ）
- NHK第1、NHK第2、信越放送、NHK FM、FM長野、TBSラジオ、文化放送、ニッポン放送、ラジオ日本、ラジオNIKKEI

#### 石川県版
テレビ
- フルサイズ：NHK総合、NHK Eテレ、MROテレビ、石川テレビ、テレビ金沢、HAB、KNBテレビ
- 2/3サイズ： BBTテレビ、チューリップテレビ

ラジオ（全てクォーターサイズ）
- NHK第1、NHK第2、 NHK FM、KNBラジオ、MROラジオ、FBCラジオ、FMとやま、エフエム石川、FM福井

#### 静岡県版
テレビ
- フルサイズ：NHK総合、NHK Eテレ、SBS、テレしず、Daiichi-TV、静岡朝日テレビ

※フルサイズを6行で表示しているため、横幅が他地域と比べて広めとなっている。
- クォーターサイズ：日本テレビ、テレビ朝日、TBSテレビ、テレ東、フジテレビ

※静岡県西部地域と隣接していて、西部地域の一部ケーブルテレビ局で再送信されているテレビ愛知を含め、愛知県にあるテレビ局は未掲載。
ラジオ（全てクォーターサイズ）
- NHK第1、NHK第2、SBSラジオ、NHK-FM、K-MIX、TBSラジオ、文化放送、ニッポン放送、ラジオ日本、TOKYO FM

#### 山光（鳥取県・島根県）版（レイアウト変更前）
※創価学会では、池田の発案により、山陰地方を山光（さんこう）と呼称している。
テレビ
- フルサイズ：NHK総合、NHK Eテレ、日本海テレビ、BSSテレビ、さんいん中央テレビ
- ハーフサイズ：広島ホーム、広島テレビ、RCC、TSS、OHKテレビ、RSKテレビ
- 1/3サイズ：KRY山口放送、TYSテレビ山口、YAB山口朝日

※鳥取県内の一部ケーブルテレビ局で再送信されているABCテレビ、瀬戸内海テレビ、また鳥取・島根両県の一部ケーブルテレビ局で再送信されているサンテレビ、テレビせとうち（TSC）は未掲載。
ラジオ（全てクォーターサイズ）
- NHK第1、NHK第2、BSSラジオ、RCCラジオ、RSKラジオ、山口放送、NHK FM、エフエム山陰、広島FM、ラジオNIKKEI

#### 岡山県版
テレビ
- フルサイズ：NHK総合、NHK Eテレ、RSKテレビ、OHKテレビ、TSC、西日本テレビ、瀬戸内海テレビ
- クォーターサイズ：日本海テレビ、BSSテレビ、WOWOWシネマ、BS10スターチャンネル、J SPORTS 1

ラジオ（全てクォーターサイズ）
- NHK第1、NHK第2、RSKラジオ、MBS エムラジ、ABCラジオ、ラジオ大阪、西日本ラジオ、BSSラジオ、NHK FM、エフエム岡山

#### 広島県版（レイアウト変更前）
テレビ
- フルサイズ：NHK総合、NHK Eテレ、RCC、広島テレビ、広島ホーム、TSS、TSC、RSKテレビ、南海テレビ

#### 愛媛県版
テレビ
- フルサイズ：NHK総合、NHK Eテレ、南海テレビ、テレビ愛媛、あいテレビ、愛媛朝日
- ハーフサイズ（愛媛朝日の右横）：テレビ高知、TSS
- クォーターサイズ：広島ホーム、広島テレビ、西日本テレビ、TSC、OBS

ラジオ（全てクォーターサイズ）
- NHK第1、NHK第2、南海ラジオ、四国ラジオ、NHK FM、FM愛媛、FM高知、高知放送、ABCラジオ、MBS エムラジ

#### 沖縄県版
テレビ
- フルサイズ：NHK総合、NHK Eテレ、琉球放送、琉球朝日、沖縄テレビ
- ハーフサイズ（沖縄テレビの右横）：WOWOWシネマ、BS10スターチャンネル、J SPORTS 1、ディズニー・チャンネル

ラジオ
- NHK第1、NHK第2、ラジオ沖縄、RBCiラジオ、NHK FM、FM沖縄、ラジオNIKKEI、MBC南日本、ミューFM

#### BSデジタル（各版共通）
- ハーフサイズ：NHK BS、BS日テレ、BS朝日、BS-TBS、BSテレ東、BSフジ、WOWOWプライム、BS10、BS11 イレブン、BS12 トゥエルビ、放送大学テレビ、BSアニマックス、日本映画専門チャンネル、BSよしもと
- クォーターサイズ：NHK BSプレミアム4K
- 極小サイズ：NHK BS8K

#### 番組解説欄
- テレビ・ラジオ番組の解説記事が４番組前後掲載されている（地域によって異なる。沖縄県版は掲載局数が少ないこともあり解説記事のスペースが他より広くとってある）。ラジオ番組の解説は、NHK第1とNHK-FMのいずれかの番組が掲載される。
- 今後放送予定のテレビ番組や、出演者にスポットを当てた「番組ファイル」が連日掲載されている。ただし日・月曜日は休載だが、その日のテレビ番組を記者が視聴して解説する「試写室」に差し替えられることもある。
- 日曜日の番組欄には、読売新聞の「放送塔」と似た内容の、読者からのテレビ番組の投書欄「反響板」が掲載されている。

## 購読について
家族で個別的に使用する、記事を切り抜いて保存する、知人への贈呈、組織の要請、下記の理由等によって複数部購読する世帯がある。

創価学会に入会を希望する者は原則として聖教新聞の購読が求められるが、創価学会会則や法人規則に聖教新聞購読に関する記載はない。
聖教新聞は創価学会に関する社会的運動やその立脚する思想が中心記事となっており、会員世帯以外にも購読層を広げて創価学会への理解・浸透を図る。会員の判断によって無償贈呈（配布）することがあり、会員宅前に「ご自由にお読みください」と書いた箱を設置する例も散見される。なお聖教新聞社側でも一般購読者の獲得を目的とする『PR版』と呼ばれる号外を1年に数回作成し、学会組織を通じ配布している。

## 印刷
聖教新聞社は独自の印刷所を持たず、北海道から沖縄まで全国37か所の新聞社、おもに毎日新聞社系列の印刷会社（関東は東日印刷、関西は高速オフセットなど）と、ブロック紙を含む地方紙（直営・系列問わず）を中心に、一部では読売新聞、朝日新聞の関連会社に印刷を委託し、このことによって日刊化を可能としている。公明新聞も同様に独自の印刷所を持たず、各地の印刷会社に印刷を委託している。創価学会広報室は聖教新聞の印刷を外注する理由について、「（自前で印刷するより）全国への配送スピードや経済効率の点で優れており、メリットが大きい」と説明している。
| 北海道   | 北海道新聞社                            | 道新旭川印刷(現・道新総合印刷旭川工場)（旭川市）         |
| 北海道   | 十勝毎日新聞                            | 自社印刷工場（帯広市）                                   |
| 北海道   | 毎日新聞北海道支社                      | 毎日新聞北海道センター（北広島市）                       |
| 北海道   | (不明)                                  | 辻商事（函館市）                                         |
| 青森県   | 毎日新聞東京本社                        | 東日オフセット（青森市）                                 |
| 岩手県   | 岩手日日                                | イワニチ高速オフセット（一関市）                         |
| 宮城県   | 河北新報                                | 自社印刷工場（仙台市）                                   |
| 福島県   | 福島民報 毎日新聞東京本社               | 毎日新聞首都圏センター福島工場（福島市）                 |
| 茨城県   | 読売新聞東京本社                        | アサガミプレスいばらき（茨城町）                         |
| 群馬県   | 毎日新聞東京本社                        | 毎日新聞北関東コア（高崎市）                             |
| 埼玉県   | 毎日新聞東京本社                        | 毎日新聞首都圏センター川口工場（川口市）                 |
| 東京都   | 毎日新聞東京本社                        | 東日印刷（江東区）                                       |
| 東京都   | 読売新聞東京本社                        | 読売プリントメディア府中工場（府中市）                   |
| 神奈川県 | 神奈川新聞                              | かなしんオフセット（綾瀬市）                             |
| 長野県   | 信濃毎日新聞                            | 自社塩尻印刷工場（塩尻市）                               |
| 新潟県   | 新潟日報                                | 自社印刷工場（新潟市）                                   |
| 石川県   | 北國新聞                                | ショセキ白山工場（白山市）                               |
| 静岡県   | 静岡新聞                                | 自社印刷工場（静岡市）                                   |
| 愛知県   | 中日新聞                                | 中日高速オフセット印刷（名古屋市）                       |
| 京都府   | 京都新聞                                | 京都新聞印刷（久御山町）                                 |
| 大阪府   | 朝日新聞大阪本社 日刊スポーツ新聞西日本 | 朝日プリンテック海老江工場（大阪市）                     |
| 大阪府   | 読売新聞大阪本社                        | 読売大阪プリントメディア・大阪工場（大阪市）             |
| 大阪府   | 読売新聞大阪本社                        | 読売大阪プリントメディア・高石工場（高石市）             |
| 大阪府   | 毎日新聞大阪本社                        | 高速オフセット堺工場（堺市）                             |
| 兵庫県   | 神戸新聞                                | 神戸新聞総合印刷西宮工場(現・西宮印刷センター)（西宮市） |
| 兵庫県   | 読売新聞大阪本社                        | 関西図書印刷（神戸市）                                   |
| 島根県   | 山陰中央新報                            | 自社印刷工場（出雲市）                                   |
| 広島県   | 中国新聞                                | 中国新聞福山製作センター（福山市）                       |
| 広島県   | 中国新聞                                | 中国新聞印刷（廿日市市）                                 |
| 愛媛県   | 愛媛新聞                                | 自社印刷工場（松山市）                                   |
| 香川県   | 四国新聞                                | 自社印刷工場（高松市）                                   |
| 高知県   | 高知新聞                                | 高知印刷（高知市）                                       |
| 福岡県   | 西日本新聞                              | 西日本新聞印刷（福岡市）                                 |
| 長崎県   | 長崎新聞                                | 自社印刷工場（長崎市）                                   |
| 熊本県   | 熊本日日新聞                            | 自社印刷工場（熊本市）                                   |
| 鹿児島県 | 南日本新聞                              | 南日本新聞オフセット輪転（鹿児島市）                     |
| 鹿児島県 | 南海日日新聞                            | 自社印刷工場（奄美市）                                   |
| 沖縄県   | (直接委託)                              | 池宮商会（那覇市）                                       |
| 過去     |                                         |                                                          |
| 北海道   | 毎日新聞北海道本社                      | 自社印刷工場（旭川市）                                   |
| 兵庫県   | 神戸新聞                                | 神戸新聞総合印刷神戸工場（神戸市）                       |
| 福岡県   | フクニチ新聞                            | 自社印刷工場（福岡市）                                   |

## 販売店
販売店は学会員有志が自営業の形で営んでいる。
基本的に一般の新聞販売店と同様の形態を採っている。聖教新聞販売店は聖教新聞の他、月刊の機関誌『大白蓮華』、創価学会青年部の機関紙として別に発行されている『創価新報』、創価学会が支持母体となっている公明党の機関紙『公明新聞』などを取り扱う。議会関係者や地方自治体の管理職が公明党対策として公明新聞とともに聖教新聞も購読する例があり、政治資金規正法の規定により公明新聞と聖教新聞の両方を取っている家庭や事業所には、それぞれ別の領収書が発行される。
一般商業紙に見られるような「押し紙」のシステムは聖教新聞には存在しない。非学会員に贈呈、ないしは配布を行う場合、必要な部数分を紹介者となる学会員が別途購入しなければならない。

### 統監の実際
会員カードは世帯員の誰か1人でも入会した時点で1世帯につき2枚作成され、1枚は紹介者から区本部を経由して中央統監部に提出、もう1枚は通常、各地域の支部ないしは区本部の担当者（統監主任）が管理する。この統監主任に販売店を経営する会員が就くことが多く、新聞配達員（無冠の友）を通じて常に情報を把握するとともに、年に数回、中央本部統監部との間で情報の交換をして突き合わせる。もし結婚や子供誕生、死亡などで世帯員に増減があった場合は、その世帯員が学会の活動に参加しているかいないかに関係なく所属する地区・支部の統監主任に連絡をし、会員カードに記載してもらう。
なお、学会員と非学会員が結婚した場合の配偶者など、活動に参加していない世帯員が会員カードに記載されたとしてもその人に活動参加を強制することはない。婦人部や壮年部では、そのような世帯員に対してカード記載からある程度の時間が経った後改めて折伏を行うことがあり、この結果夫婦や親子が揃って学会活動に参加するようになったケースは多い。
また日本国内で転居があった場合には、前居住地の支部から統監部を通じて転居先を管轄する支部ないしは区本部に連絡が行き、最寄りの会館や支部の幹部、座談会の会場を紹介されることになる。駐在、第三国移住などで転居先が日本国外になる場合は支部または区本部を通じて中央の「国際本部」に届け出をすると、転居先の国の学会組織へ紹介される。

## 配達
配達は販売店を経営する学会員とその家族に加え、創価学会員の有志なども加わって行われており、長年、学会員によるボランティアに支えられてきた。紙面には配達に従事する学会員を指す「無冠の友」（むかんのとも）という言葉がしばしば登場する。中央本部も「池田大作先生のお手紙（本紙のこと）を直接お届けする栄誉ある活動」と位置付けるなどその重要性を重々承知しており、学会関連施設の付近に銅像を建てて栄誉をたたえている。

配達業務は女性部所属の既婚者が就くことが多く、学生部員、特に第2総東京方面では創価大学に通っている学生も配達に参加することがあるが、民間全国紙と違って新聞奨学生の制度はない。
なお、茨城県では2020年（令和2年）5月1日配達分から読売新聞の配達員に配達業務を委託し、集金業務にのみ特化することになった（2021年以降は全国の都道府県に順次拡大。兵庫県は2021年6月、大阪府、奈良県、和歌山県、香川県は2021年9月に委託。宮城県は2022年6月に河北新報に委託。北海道は2023年6月から北海道新聞に委託。愛知県では2024年6月から中日新聞に委託。）。これは新聞配達にあたる「無冠の友」の人手不足や学会員の高齢化などが背景にあるといわれている。

日本全国に独自の配達網を持っている新聞は一般商業紙以外には聖教新聞の他に、日本共産党の『しんぶん赤旗』があり、赤旗の場合現役の共産党所属議員も配達を行うことがあるが、公明党の現役議員は政教分離の観点上誤解を招く恐れがあるため、同じく聖教新聞販売店で取り扱っている公明新聞の配達も含めて一切参加しない。

## 広告出稿
聖教新聞は多くの民放ラジオ局にラジオCMを出稿している。ニッポン放送とアール・エフ・ラジオ日本には時報前CMも提供している。ミュージックバードで番組を提供されるコミュニティFM、東京ドームなどの野球場にも広告を出している。ただ、創価学会および聖教新聞からの出稿を受け付けない放送事業者もある。
ラジオではJ-WAVEが局側の編成方針もあり開局当初から出稿がなく、MBSラジオも毎日放送が兼営していた1990年代から2009年4月改編まで出稿を受け付けていなかった。このため、2001年（平成13年）10月改編でTBSラジオ&コミュニケーションズ（後のTBSラジオ）発のJRN全国同時ネット番組『あなたへモーニングコール』が立ち上がる際、MBSは前番組の『歌うヘッドライト』を受けていたのにもかかわらず創価学会提供であることを理由にネット受けを拒否。JRNに並列で加盟していた朝日放送（当時はラテ兼営局。のちの朝日放送ラジオ）も自社制作番組の関係で放送枠が確保できなかったため、本来系列外のラジオ大阪で遅れネットという事態になった。
テレビでは特にローカル局や独立局でCMが流れることが多く、在京キー局も一部出稿を受けているが、キー局の中ではTBSテレビが聖教新聞、創価学会、創価大学、創価学園のいずれの名義でも出稿受け付けを拒否してきた。2010年10月改編ではネットワークセールスかつ全国同時ネットの番組について聖教新聞名義での出稿を認めたが、提供クレジットの表示は自粛させた。創価学会名義での出稿は主催・後援イベントに関するスポットCMなどやむを得ない場合を除き引き続き拒否しており、創価大学を出稿者として認めていないのもTBSが全国唯一である。
ただ、同じTBSホールディングス傘下でも、ラジオ部門のTBSラジオは聖教新聞、創価学会、創価大学、創価学園からのCM出稿の受け入れを認めている（前述）。
同じTBS (JNN) 系列の準キー局である毎日放送（MBSテレビ）も、TBSやその他JNN各局制作のネットワークセールス番組でかつ制作局と同時ネットの場合に限って2010年10月以降受け入れるようになり、自社制作番組へのタイム契約は2012年4月から、スポットCMの出稿は2012年9月から受け入れている。創価大学を出稿者として認めたのも2008年からと遅く、学会に批判的な発言や取材をたとえハプニングであったとしても放送するなど、タブーを設けない対応が際立っている。
また、フジテレビ系列では関西テレビとテレビ熊本がキー局のフジテレビなど系列各局発のネットワークセールスを含むすべての番組への出稿を認めず、該当CMはACジャパン制作の公共広告や自社番組宣伝、最悪他の企業のスポットCM等に差し替える方針を取っているほか、外部制作による聖教新聞、創価学会の企画参加および一社提供番組の購入も行っていない。このため、フジテレビ系列局（BSフジを除く）もネットワークセールス枠への聖教新聞、創価学会からのCM受け入れや、創価学会および聖教新聞をはじめとした創価学会関連団体の企画参加または単独提供番組の制作には消極的となっている（テレビ新広島などローカルセールス枠やスポットCMに限り受け入れるという基準を設けている局もある）。
なお、創価学会および聖教新聞からの出稿を一貫して受け付けない放送事業者（J-WAVE、関西テレビ、テレビ熊本）であっても、国政選挙運動期間中の公明党のCMおよび政見放送に関しては法解釈上、選挙公報と同じ扱いを受けるため、放送局の都合で断ることができないので、同党のCMおよび政見放送についての出稿受け付けは認めている。これは、かつて創価学会および聖教新聞からの出稿を受け付けていなかったことのある放送事業者（TBS、毎日放送、MBSラジオ）でも同様であり、創価学会および聖教新聞からの出稿の受け付けを認めていなかった時期から2021年現在に至るまで、国政選挙運動期間中の公明党のCMおよび政見放送については出稿を受け付けている。

### 提供番組
※ 太字の番組タイトル名は聖教新聞単独提供の一社提供番組
- Going!Sports&News （日本テレビ）
- ひるおび （TBSテレビ）
- 王様のブランチ・第1部（TBSテレビ）※関東地区のみ
- 相葉マナブ（テレビ朝日）
- YOUは何しに日本へ? （テレビ東京）
- Dream HEART（TOKYO FM）
- あれから10年 これから10年（BS-TBS/BS-TBS 4K）

上記のほかにもスポットで多くの提供を出している。

### 過去の提供番組
- とんとんみーの冒険（テレビ大阪・テレビ東京）ほか。2012年3月まで。
- 童話の散歩道（火曜会制作。2011年9月まで）
- J-Hits COUNTDOWN（火曜会制作。2013年3月の放送をもってスポンサー撤退）
- 日本列島ほっと通信（TBSラジオ制作。2012年3月まで）
- エキサイトベースボール（TBSラジオ制作。2017年度まで）
- みんなの作文（ニッポン放送）
- ホームランナイター（文化放送制作。2018年度まで）
- 渡辺徹 家族の時間（文化放送制作。2019年3月29日まで）
- 上沼・高田のクギズケ!（読売テレビ・中京テレビ制作。2019年3月まで）
- 旅するハイビジョン 全国百線鉄道の旅（BSフジ。一時期）
- 世界が愛した絵本（テレビ朝日）
- ラジオライブラリー「新・人間革命」（文化放送）
- 映像歳時記 七十二候・旧暦が奏でる日本の美（BS朝日）
- ラジオシアター〜文学の扉（TBSラジオ）
- ことばのチカラ ～成功へのターニングポイント～（ニッポン放送）
- 元気のアプリ（日本テレビ）
- サンデー・ジャポン （TBSテレビ）
- 開運!なんでも鑑定団 （テレビ東京）
- 金曜8時のドラマ （テレビ東京）
- ナニコレ珍百景 （テレビ朝日）

## 関連書籍
- 渡辺武達 『聖教新聞の読み方』 三五館、2000年。ISBN 978-4883202096。